# Meniscomorpha maculiceps
Meniscomorpha maculiceps är en stekelart som först beskrevs av Cameron 1887.  Meniscomorpha maculiceps ingår i släktet Meniscomorpha och familjen brokparasitsteklar. Inga underarter finns listade i Catalogue of Life.